# Luca Marenzio
Luca Marenzio (též Marenzi, 18. října 1554, Coccaglio – 22. srpna 1599, Řím) byl italský hudební skladatel, loutnista a zpěvák období italského cinquecenta. Ve své době patřil k nejslavnějším tvůrcům madrigalů.

## Život

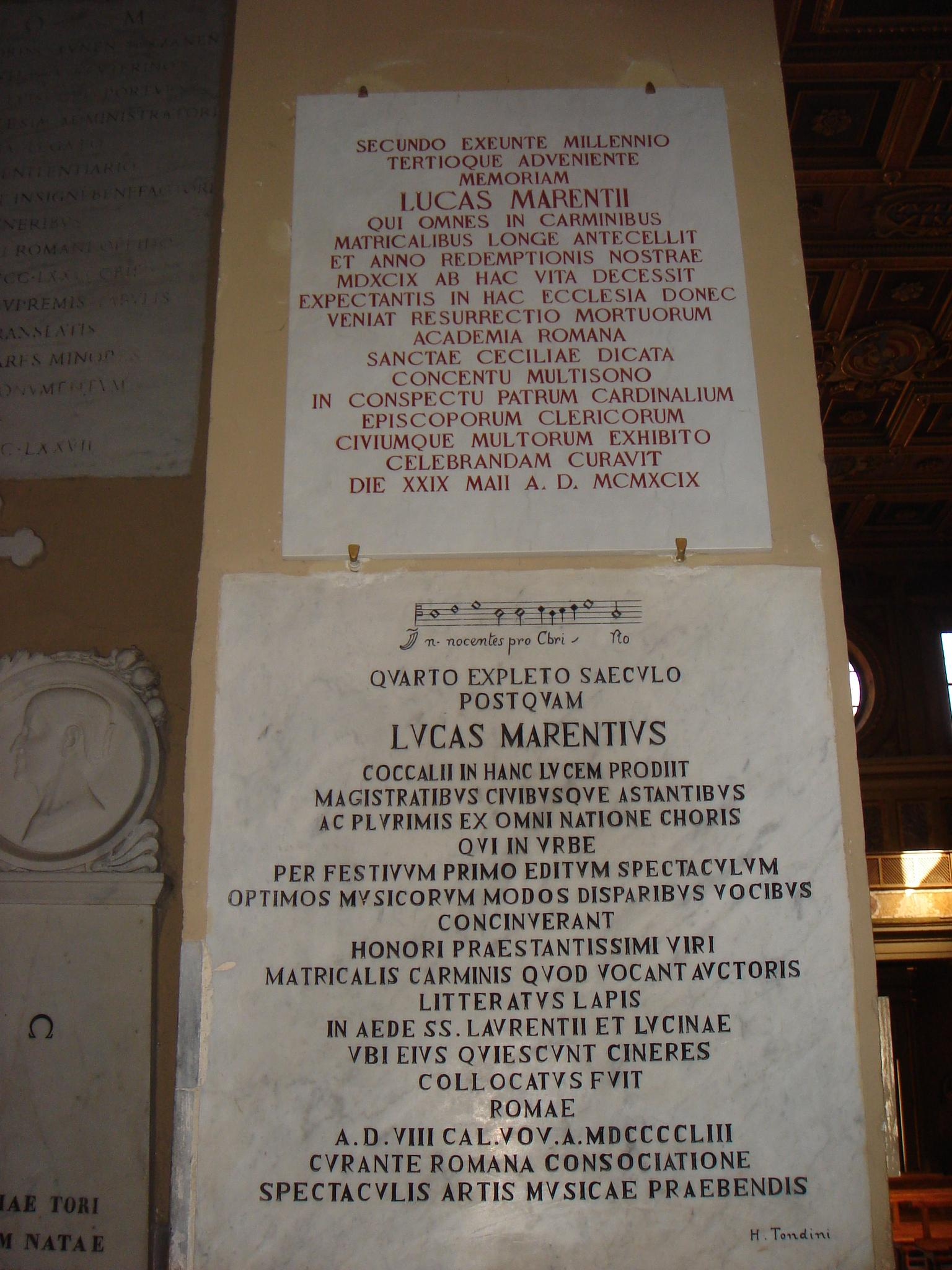
Připomínka Lucy Marenzia v kostele San Lorenzo in Lucina v Římě

Luca Marenzio se narodil jako syn notářského koncipienta z Brescii a své první hudební vzdělání získal zřejmě u Giovanniho Contina, regenschoriho katedrály v Brescii. Poté se stal kapelníkem, nejprve u kardinála Cristofora Madruzza v Římě a po jeho smrti roku 1578 u kardinála Ludvíka Estenského, kde setrval až do roku 1586, kdy kardinál zemřel. V počátcích své služby u Estenských, byl Luca Marenzio zná především jako vynikající zpěvák a loutnista, ačkoli jeden jeho madrigal již vyšel tiskem. V této době se však stává slavným také jako skladatel a publikuje množství madrigalových sborníků s mnoha přetisky, jak v Itálii, tak v zahraničí.
Ve Florencii sloužil asi dva roky u dvora Ferdinanda I. Medicejského. V roce 1589 se vrátil do Říma, kde byl kapelníkem kardinála Aldobrandiniho a následně u rodiny Orsiniových. V letech 1596 až 1598 byl kapelníkem u dvora polského krále Zikmunda III. ve Varšavě a Krakově, čímž potvrdil své renomé skladatele evropského významu. V roce 1598 se vrátil do Itálie a 20. října téhož roku napsla věnování svého spisu 'Ottavo libro di madrigali a 5 voci, určená Ferrantu Gonzagovi. V roce 1599 publikoval svou poslední sbírku, Nono libro di madrigali.
O jeho životě po návratu do vlasti není mnoho informací. Nejstarší prameny hovoří o možných zdravotních komplikacích spojených s chladnějším klimatem v Polsku.
Zemřel v Římě 22. srpna 1599 ve 44 letech. Byl pohřben v kostele San Lorenzo in Lucina.
V roce 1993 po něm byla pojmenována Státní hudební konzervatoř v Brescii (Conservatorio di Musica Statale di Brescia) a její pobočka v Darfo Boario Terme.

## Hudební činnost
Jeho skladby patří mezi nejvyspělejší tvorbu světské vokální polyfonie období renesance. Těžiště Marenziova díla spočívá zejména ve dvou desetiletích komponování madrigalů, které tvoří valnou část jeho hudební tvorby. V tomto období napsal deset knih pětihlasých madrigalů.
Pozdější skladby oproti předcházejícímu období vykazují příklon k modernějšímu stylu. Již od své Šesté knihy madrigalů (Sesto libro de madrigali a cinque voci) z roku 1594 rozvinul deklamativní styl, inspirovaný požadavky florentské cameraty a na počátky melodramatu, a ve velké části poetickými texty Francesca Petrarky, Iacopa Sannazara, Torquata Tassa a Giovanniho Battisty Guariniho. Marenzio byl jedním z tehdejších předních módních interpretů, kteří se vyznačovali interpretací stylu musica reservata 16. století, zkudebňováním Petrarkových veršů (ve smyslu tzv. hudebního petrarkismu).
Marenzio komponoval také duchovní hudbu, ta ovšem u něho není tak významná – jak svým množstvím, tak stylem – zřejmě proto, že jeho aktivity byly spojeny spíše se službou u dvora, než s církví.
Jeho věhlas zůstával nepřekonaný až do nástupu generace mladých hudebníků, jakým byl např. Claudio Monteverdi, kteří definitivně zaujali nové pozice a vlastní směřování k baroku, s převážným užitím monodie a systematickým užitím polyfonního doprovodu nástrojů.